# 2422 Perovskaya
2422 Perovskaya је астероид главног астероидног појаса чија средња удаљеност од Сунца износи 2,328 астрономских јединица (АЈ).
Апсолутна магнитуда астероида је 13,7.